# Józef Więckowski

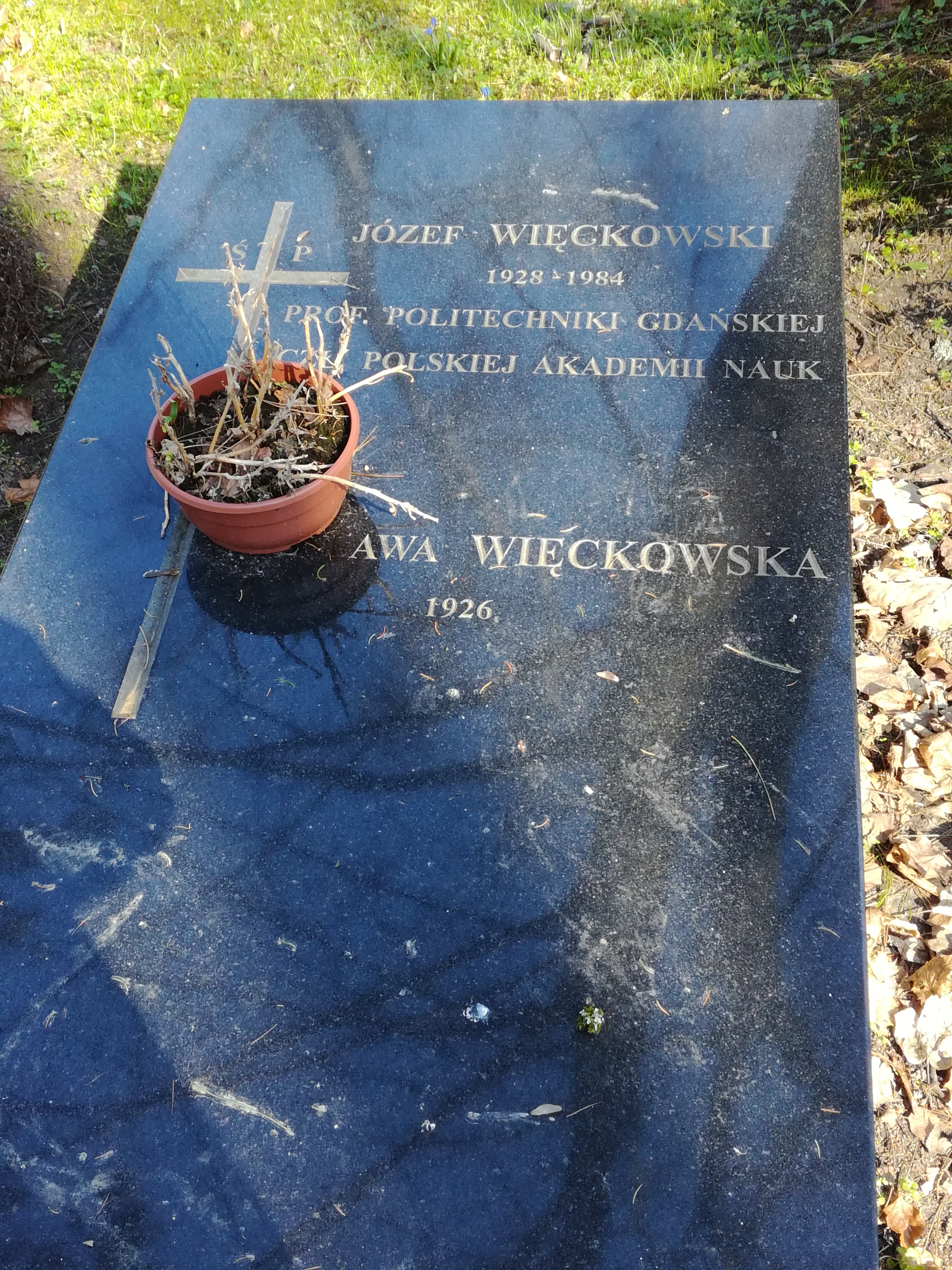
Grób profesora Józefa Więckowskiego na Cmentarzu Srebrzysko w Gdańsku

Józef Więckowski (ur. 12 maja 1928 w Warszawie, zm. 15 października 1984 w Gdańsku) – polski inżynier nauk technicznych, naukowiec, poseł na Sejm PRL VII kadencji.

## Życiorys
Był synem oficera Wojska Polskiego. Od 1932 przebywał z rodziną w Toruniu. W 1947 zdał maturę, a w 1952 ukończył studia na Wydziale Mechanicznym Politechniki Gdańskiej, uzyskując tytuł zawodowy magistra inżyniera nauk technicznych w specjalności ogólnokonstrukcyjnej. Już od 1949 pracował w Katedrze Matematyki tej uczelni, a w 1953 rozpoczął aspiranturę w pracowni Polskiej Akademii Nauk w Gdańsku. W 1957 obronił pracę doktorską z teorii drgań okrętu i pod koniec tego samego roku został kierownikiem Katedry Mechaniki Ustrojów Okrętowych na Wydziale Budowy Okrętów PG. W 1958 został docentem i kierownikiem Zakładu Mechaniki w Instytucie Maszyn Przepływowych PAN. W 1967 uzyskał stopień doktora habilitowanego, a w 1968 został profesorem nadzwyczajnym. W 1972 został członkiem korespondentem PAN na Wydziale IV Nauk Technicznych, a w lutym 1975 otrzymał tytuł profesora zwyczajnego. We wrześniu 1975 został dyrektorem Instytutu Okrętowego Politechniki Gdańskiej. Zasiadał w prezydium PAN, był też przewodniczącym jej oddziału w Gdańsku. W 1976 uzyskał mandat posła na Sejm PRL w okręgu Gdańsk. Zasiadał w Komisji Gospodarki Morskiej i Żeglug oraz w Komisji Nauki i Postępu Technicznego, której był zastępcą przewodniczącego.
Autor prac z zakresu budowy okrętów, podstaw budowy maszyn, dynamiki cieczy i wytrzymałości materiałów. Pochowany na Cmentarzu Srebrzysko w Gdańsku w Alei Zasłużonych (rejon II).

## Upamiętnienie
Jego imię nosi ulica w Gdańsku (dzielnica Chełm).

## Odznaczenia
- Krzyż Komandorski Orderu Odrodzenia Polski (pośmiertnie)
- Krzyż Oficerski Order Odrodzenia Polski
- Krzyż Kawalerski Order Odrodzenia Polski
- Złoty Krzyż Zasługi
- Odznaka tytułu honorowego „Zasłużony Nauczyciel Polskiej Rzeczypospolitej Ludowej”
- Medal Komisji Edukacji Narodowej
- Odznaka honorowa „Za Zasługi dla Gdańska”